# جريمة كراهية الإعاقة
تنشأ جريمة كراهية الإعاقة (بالإنكليزية: Disability hate crime) من عداء المُقترف لإعاقة الضحية، أو ما قد يعتبره إعاقة، وتُعد أحد ضروب جرائم الكراهية، وغالباً ما تُعتبر من الناحية السياسية تطرّفاً منطقياً للتمييز ضد المعوّقين، يُطبّق بممارسة أعمال إجرامية بحق الشخص المستهدف.
```
فقد تتخذ هذه الظاهرة عدة أشكال، من الإهانة اللفظية والترهيب، إلى اتخريب المتعمد للممتلكات والاعتداء، وحتى القتل، كما قد تأخذ جرائم كراهية الإعاقة منحى حوادث طارئة لمرة واحدة، أو تمثّل بالمقابل إساءة ممنهجة تستمر طوال أسابيع، أو شهور أو حتى سنوات.
```

قد يطرأ هذا النوع من الجرائم بين غرباء لم يلتقوا مسبقاً قط، أو معارف، أو ضمن العائلة الواحدة، ويتطلب تصنيف أي فعل على أنه جريمة كراهية إعاقة تحقيق شرطين أساسيين؛ أن يتمثّل دافع الفعل جزئياً أو كلياً بالتحيّز ضد شخص ما بسبب إعاقته، وأن يكون الفعل جريمة بحق.

## اعتراف
صرّح السير كين ماكدونالد كيو سي، الذي أصبح مدير النيابات العامة في إنكلترا وويلز لاحقاً، في خطاب له أمام مجلس نقابة المحامين في أوكتوبر/تشرين الأول عام 2008: «لقد وُثّق تصريحي مسبقاً باعتقادي أن جرائم كراهية الإعاقة منتشرة على نطاق واسع جداً، وأن الكثير منها لا يُعار اهتماماً عند النهاية الدنيا للسلسلة، كما عبّرت عن رأيي بأن جرائم كراهية الإعاقة الأكثر خطورة لا تُحاكم دوماً كما ينبغي، وهو ما يترك ندبةً على ضمير العدالة الجنائية، ويتشارك هذه المسؤولية جميع الهيئات والمؤسسات المتعلقة بتحقيق العدالة، بما فيها نفسي شخصياً.»

## الوضع القانوني
في الولايات المتحدة الأمريكية، وسّعت مادة ماثيو شيبارد وجيمس بيرد الابن عام 2009 لمنع جرائم الكراهية من قانون جرائم الكراهية الفيدرالي الأمريكي لعام 1969 ليشمل الجرائم المدفوعة بإعاقة حقيقية أو مُفترضة للضحية.
وتُعتبر جريمة كراهية الإعاقة في المملكة المتحدة عاملاً مشدداً بموجب القسم 146 من مادة العدالة الجنائية لعام 2003، ما يتيح عند محاكمة هكذا جرائم فرض تعريفة أشد مما قد يوجبه الحكم عليها دون وجود عامل الكراهية، وينص القسم 146 على أن أحكام العقاب هذه تُطبّق إذا:
- أظهر المعتدي عداءً للضحية سواء أثناء ارتكابه للاعتداء أو قبيله أو بعيده مباشرةً، وذلك على أساس:
  - الميول الجنسية للضحية (سواء كانت حقيقية أم مُفترضة)
  - إعاقة الضحية (سواء كانت حقيقية أم مُفترضة)
- كان الاعتداء مدفوعاً (جزئياً أو كلياً) بـ:
  - عداء تجاه الأشخاص الذين يمتلكون ميولاً جنسية معينة
  - عداء تجاه الأشخاص المعوّقين أو المصابين بإعاقة محددة.[4]

وقد حُدد الاختبار في القسم 146 عمداً لوجود دليل على (العدائية) عوضاً عن (الكراهية)، نظراً لأخذ شدة الاعتداء بعين الاعتبار لتبرير تطبيق اختبار أقل صرامة.

## تسجيل الجرائم
أدى الفشل التاريخي لكل من قوى الشرطة، والادعاء العام وبعض منظمات الرعاية الاجتماعية في معاملة جرائم كراهية الإعاقة كمعضلة جديّة، علاوة على صدى الإخفاقات السابقة فيما بتعلق بأشكال أخرى من جرائم الكراهية، وخصوصاً العرقية منها والتي تستهدف أفراد الإل جي بي تي كيو، إلى قلة تبليغ مزمنة عن جرائم كهذه.
ويمكن عزو التوجّه لعدم التبليغ لاعتباره إجراءً استباقياً من جهة، نظراً لاعتقاد واسع الانتشار ضمن مجتمع المعوّقين بأن قوى الأمن لن تأخذ البلاغات على محمل الجد، أو من جهة أخرى لعدّه خطوة ما بعد واقعية، حيث تتحرى قوى الشرطة الجريمة باعتبارها غير مبنية على كراهية، وتسجلها على هذا النمط.
ويُظهر تقرير جرائم الكراهية السنوي لدائرة الادعاء العام الملكية في المملكة المتحدة حدوث 11,624 حالة من جرائم الكراهية العرقية أو الدينية في إنكلترا وويلز في عام 2009، أدت 10,690 منها لإدانات ناجحة، بالمقابل نتج عن جرائم كراهية الإعاقة 363 محاكمة و299 إدانة.
وقد أجرت جميعة سكوب الخيرية في المملكة المتحدة أبحاثاً عن مدى انتشار التعرّض لجرائم كراهية الإعاقة، ملخصّة نتائجها ونتائج مجموعات أخرى معنية بالإعاقة في التقرير الإفلات بجريمة قتل الذي كتبته كاثرين كارمبي، لتكون الصحفية البريطانية الأولى التي تحقق في جرائم كراهية الإعاقة، كما أصدرت كتاباً بهذا الخصوص.

## الضعف المُعتقد
تأثر التعامل مع جرائم كراهية الإعاقة بالاعتقاد بأن الأشخاص المعوّقين ضعيفون بطبيعتهم، وهي قضية متعددة الوجوه، إذ يُعتبر التطبيق الذي لا أساس له لهذا المسمّى معاملة أولئك المعوّقين وكأنهم أطفال، عوضاً عن بالغين فاعلين، وهو نوع من التمييز ضدهم.
كما قد يؤدي الاعتقاد بهذا الضعف إلى اعتبار الضحية مسؤولة جزئياً أو كلياً عن الجريمة، كإلقاء اللوم على فرد معوّق لتواجده وحيداً في الظلام مثلاً، أي تورطه في سلوك محفوف بالمخاطر، كما ظهر هذا النموذج من لوم الضحية في محاكمة الاغتصاب وجرائم جنسية أخرى.
من جهة أخرى، اقتُرح اعتبار ضعف الضحايا عاملاً أساسياً لجميع الجرائم، وقد طُبّق على تشكيلة واسعة من السيناريوهات، بما فيها الخاصة بالأشخاص العاملين بدوام مسائي أو الحاملين لمبالغ مالية كبيرة.
وقد أصدرت دائرة الادعاء العام الملكية دليلاً لمدّعيها لتذكيرهم باستخدام المصطلح (ضعيف) لوصف شخص ما فقط ضمن المعنى القانوني المحدد له، على سبيل المثال كما هو محدد في القسم 16 من العدالة الفتيّة ومادة الدليل الجنائي لعام 1999.